# ابراهیم حمدانی
ابراهیم حمدانی (انگلیسی: Brahim Hemdani؛ زادهٔ ۱۵ مارس ۱۹۷۸) بازیکن فوتبال اهل فرانسه بود.
از باشگاه‌هایی که در آن بازی کرده‌است می‌توان به باشگاه فوتبال کن، باشگاه فوتبال استراسبورگ، باشگاه فوتبال المپیک مارسی، و باشگاه فوتبال رنجرز اشاره کرد.
وی همچنین در تیم ملی فوتبال الجزایر بازی کرده‌است.